# Cel·la electrolítica

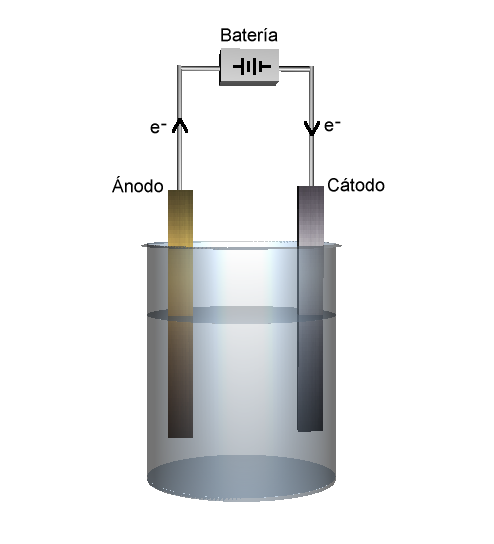
Cuba electrolítica que mostra els elèctrodes i la font d'alimentació que genera el corrent elèctric.

Cel·la electrolítica és el dispositiu utilitzat per a la descomposició mitjançant corrent elèctric de substàncies ionitzades anomenades electròlits.

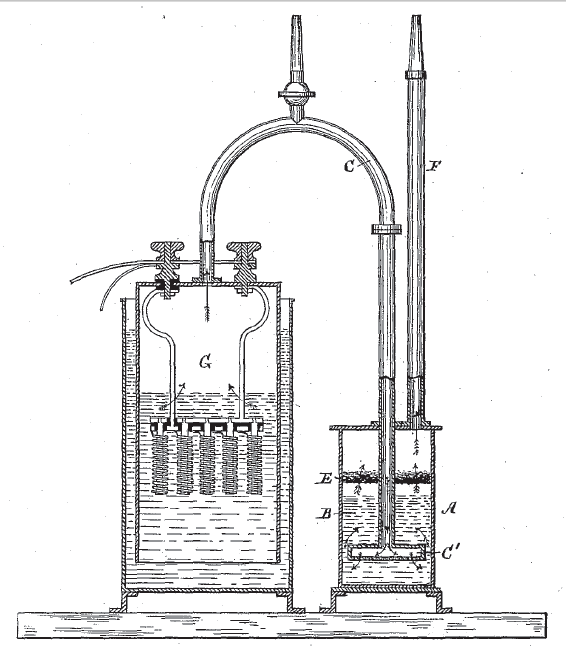
Cel·la electrolítica del segle XIX

La cel·la electrolítica és una cel·la electroquímica que experimenta una reacció química redox quan se li aplica energia elèctrica. Demanera similar a una cel·la galvànica, les cel·les electrolítiques normalment consten de dues meitats de cel·la.
El procés de dissociació o descomposició realitzat en la cel·la electrolítica s'anomena electròlisi.
Exemples importants d'electròlisi són la descomposició de l'aigua en hidrogen i oxigen i la bauxita en alumini i altres productes químics.
Una cel·la electrolítica té tres parts components: un electròlit i dos elèctrodes (un càtode i un ànode). Només amb un potencial elèctric extern (és a dir, voltatge) de polaritat correcta i magnitud suficient hi pot haver descomposició.
Els electròlits poden ser àcids, bases o sals.